# Montceaux-lès-Meaux
Montceaux-lès-Meaux település Franciaországban, Seine-et-Marne megyében. Lakosainak száma 646 fő (2022. január 1.). Montceaux-lès-Meaux Saint-Jean-les-Deux-Jumeaux, Trilport, Villemareuil és Armentières-en-Brie községekkel határos.

## Népesség
A település népességének változása:
| Lakosok száma | 601  | 602  | 611  | 594  | 602  | 604  | 601  | 624  | 646  |
|               | 2013 | 2015 | 2016 | 2017 | 2018 | 2019 | 2020 | 2021 | 2022 |